# Società Bancaria Italiana
La Società Bancaria Italiana, nata nel 1904 dalla trasformazione di un precedente istituto, è stata una delle più importanti aziende di credito italiane nel periodo compreso tra l'inizio del 1900 e l'entrata dell'Italia nella Prima Guerra mondiale. Dopo aver attraversato nel 1907 una grave crisi, essa poté, grazie anche all'apporto di capitali francesi, riprendere un ruolo importante nel sistema bancario italiano. Ciò le consentì di dare vita nel 1914-15, unendosi alla "Società Italiana di Credito Provinciale", alla Banca Italiana di Sconto, che diventò il terzo gruppo bancario a livello nazionale, poi travolto nel 1921 da un disastroso tracollo finanziario.

## Origini
Il 13 ottobre 1898 la ditta "Figli Weill Shott & C.", fondata a Milano nel 1850 dai fratelli Alberto, Cimone e Filippo Weill Schott, discendenti di una famiglia di banchieri di religione ebraica originaria dell'Austria, si trasformò in "Società Bancaria Milanese" ("S.B.M."). con una dotazione di capitale sociale di 4 milioni di lire. Si trattava di un'azienda che aveva avuto un ruolo importante nel panorama economico finanziario già negli anni '60 (Nel 1865 Filippo Weill Shott fu tra i fondatori de Il sole, antesignano de Il Sole 24 Ore, ed Alberto fu protagonista di scontri finanziari e di polemiche che portarono anche ad inchieste parlamentari) e '70 del secolo, quando, dopo aver partecipato alla costituzione della "Popolare di Milano", aveva assunto posizioni di rilievo in due importanti istituti: la "Banca Lombarda di Depositi e Conti Correnti" (giugno 1870) e la "Banca Generale" (luglio 1871).
Il bilancio del 1899, il primo successivo all'operazione, si chiuse con un utile modesto, ma già nell'assemblea degli azionisti che si svolse il 24 maggio 1900 per l'approvazione di quell'iniziale esercizio, si prospettarono ulteriori importanti sviluppi da perseguire con operazioni straordinarie relative al patrimonio azionario di società industriali e commerciali. Nel 1901 a seguito dell'improvvisa morte di uno dei principali fondatori, Alberto Weill Shott, che era stato Presidente della Banca sino all'ultimo, ne diventò nuovo Presidente il conte Felice Scheibler.
Nei suoi primi anni di attività, la "S.B.M." ebbe una continua crescita grazie in particolare all'acquisizione di altre aziende finanziarie, quali la "Ditta Donati, Jarach & C." (gennaio 1899) e la "Origgi e Queirazza" (incorporata nel 1900), che le consentì di entrare nell'attività borsistica; in questo modo la Banca puntava ad un'espansione fuori Milano, contando sulla possibilità di attrarre quei nuclei di interesse industriale e commerciale che per vari motivi non avevano trovato credito dalle due Banche maggiori la "Commerciale" ed il "Credito Italiano".
A pochi anni dalla sua costituzione e soltanto un anno dopo aver cambiato la ragione sociale in funzione delle sue aspirazioni ad una dimensione nazionale, la S.B.I. poteva già vantare una notevole mole di interventi nei confronti di aziende appartenenti a molti settori produttivi e collocate in diverse arre geografiche. Ne è testimonianza la relazione che venne presentata all'assemblea degli azionisti del 18 marzo 1906 chiamata ad esaminare il bilancio 1905, nella quale gli amministratori della banca vantarono «un eccezionale sviluppo in tutti i rami dell'industria e del commercio e per la creazione di nuove industrie».
Il lungo elenco di aziende alla cui costituzione la "Bancaria" partecipò con sottoscrizione di capitale iniziava con la " Fabbrica automobili Isotta Fraschini" di cui finanziò con 4,5 milioni la costruzione dello stabilimento. Seguivano la "Società italiana della Seta artificiale", il "Cotonificio di Trobaso", la "Società Industrie Grafiche ed affini" (già "Armanino"), lo "Jutificio Costa", la "Società Valigerie Oreste Franzi" e la "Società Giovanni Carena per i lavori nel porto di Genova", la "Società Antico Concessionaria Acquedotto Pugliese", la "Fabbrica Italiana Frigoriferi". Nel 1905 la Banca finanzia l'acquisizione, da parte della "Navigazione Generale Italiana", della "Italia Società di Navigazione a Vapore" e nello stesso anno entra con la consistente quota di 2,3 milioni nel capitale della "Aedes", società immobiliare protagonista di un vasto programma di sviluppo edilizio a Genova.
Inoltre nella stessa relazione erano elencate le aziende che avevano potuto ricapitalizzarsi con l'intervento della S.B.I.: i "Magazzini Generali Genovesi", la "Tessiture Seriche Bernasconi", il "Cappellificio Monzese", la "Società Elettrica Comense", la "Società laziale di Elettricità", la "Raffineria Lébaudy", la "Società Romana Zuccheri" e la società "Acquedotto De Ferrari Galliera" di Genova.
L'anno successivo altre aziende si aggiunsero al sistema "Bancaria", consentendo ancora una volta agli amministratori, nel corso della assemblea degli azionisti del 26 marzo 1907, di vantare il «meraviglioso sviluppo del nostro importante istituto rispetto alla modesta "Milanese" di 8 anni or sono». Anche in questo caso si trattava di aziende della più diversa tipologia e distribuite in diverse regioni: la "Società Officine Ferroviarie Italiane" di Bologna, la "Argenteria Broggi" ed il "Cotonificio Ponte Lambro" nel milanese, la "Società Imprese Elettriche Piacentine", la "Società per le Ferrovie Adriatico Appennino" nelle Marche ed in Abruzzo e la "Società cementi Casalesi".
Altre iniziative che diedero alla S.B.M. un respiro non solo locale si verificarono nel 1902, con la partecipazione ad un consorzio (collegato anche all'alta banca internazionale) finalizzato alla conversione della rendita italiana del 3,5%, e l'apertura di una filiale a Shanghai per le operazioni legate alla cosiddetta "indennità cinese". Nel frattempo il capitale sociale, già passato in pochi anni prima a 6 e poi a 9 milioni, venne portato nel 1903 a 12 milioni di lire. Benché in quello stesso anno si fosse dimesso il rappresentante della Banca Vonwiller, che aveva avuto sino ad allora un ruolo considerevole, questa defezione non frenò lo sviluppo della S.B.M. avviata ormai verso una dimensione nazionale.

## La "Milanese" diventa "Italiana"
La svolta avvenne nel 1904, quando nel corso di una assemblea degli azionisti convocata il 28 ottobre vennero approvati un ulteriore aumento del capitale sino a 20 milioni di lire e la modifica della ragione sociale in "Società Bancaria Italiana" ("S.B.I."). In quell'occasione si decise anche l'assorbimento del "Banco di Sconto e Sete", allora in liquidazione, uno storico istituto bancario di Torino (era stato fondato nel 1863 da un gruppo di industriali serici con il sostegno dei Rothschild), che aveva conosciuto nei suoi anni di vita numerose crisi ed alcuni salvataggi, sino a quello che portò all'ingresso nella banca milanese, che lo trasformò nella propria filiale nel capoluogo subalpino.

Milano in una immagine degli anni dieci del XX secolo. Qui la precedente "Figli Weill Shott" diventò dapprima "Società Bancaria Milanese" e poi "Bancaria Italiana"

L'espansione della S.B.I. registrò nel 1904 altri traguardi, con l'apertura di nuove filiali piemontesi (ad Alessandria, Cuneo e Pinerolo) e, soprattutto con l'insediamento nella città di Genova, che in quegli anni ospitava la più importante Borsa valori italiana, superiore anche a quella di Milano. La crescita della "Bancaria" avvenne anche a livello internazionale, poiché partecipò alla costituzione a New York della "Italian American Trust Company", un istituto che mirava a gestire la fruttuosa attività collegata alle rimesse degli emigrati. Nello stesso anno incorporava la "Ditta Drog, Mazei & C", insediandosi così a Venezia, mentre nel Comasco assorbiva due istituti legati all'attività serica come la "Catelli, Corti &C." e la "Clerici, Giorgetti &C" ed apriva una quinta filiale piemontese a Chieri.
Ormai la "Bancaria Italiana" stava diventando la "terza grande" del sistema creditizio italiano: tra il 1903 ed il 1906 il suo attivo di bilancio aumentò da 36 a 182 milioni e le sue azioni ottennero la quotazione nelle Borse svizzere di Zurigo e Basilea. L'accresciuta importanza fu simboleggiata dall'acquisto di una nuova e prestigiosa sede milanese per la direzione della banca, che in tal modo abbandonò quella storica della "Weill Schott" di piazza Belgioioso per trasferirsi in via Montenapoleone. Lo sviluppo dell'Istituto era sostenuto, anche finanziariamente, dalla Banca d'Italia, il cui direttore Bonaldo Stringher, vedeva con favore la crescita di un terzo, importante, soggetto indipendente dalle due banche maggiori, oltretutto da più parti accusate di essere troppo legate ad interessi economici tedeschi.
Nel 1905 la S.B.I. effettuò un nuovo aumento di capitale da 20 a 30 milioni, il che le consentì di partecipare - secondo la tipologia di "banca mista" (cioè un istituto che univa l'attività di raccolta e gestione del risparmio con la partecipazione ad imprese), così comune in quell'epoca - a numerose operazioni di fondazione o di rafforzamento patrimoniale di molte imprese italiane (v. riquadro). Benché in termini assoluti restasse ancora lontana dai livelli raggiunti dalle due concorrenti, tali interventi finanziari (gli "impieghi") fecero registrare nel quadriennio 1903-1906 un aumento esponenziale (v. Tabella 1), che corrispondeva peraltro all'ininterrotto slancio industriale che si ebbe in Italia dall'inizio del secolo sino al 1906, legato in particolare al progresso tecnico intervenuto nella produzione e nel trasporto dell'energia elettrica, con un aumento del 67% tra 1900 e 1907 dei volumi di credito.
| TAB. 1 - Impieghi 1903-1906                                                                  | Banca Commerciale | Credito Italiano | Società Bancaria |
| -------------------------------------------------------------------------------------------- | ----------------- | ---------------- | ---------------- |
| anno 1903                                                                                    | 357               | 215              | 36 *             |
| anno 1906                                                                                    | 633               | 343              | 182              |
| differenza                                                                                   | + 77%             | + 88%            | + 500%           |
| Fonte: Confalonieri 1894 - 1906 cit. in bibliografia, p.279 * come Società Bancaria Milanese |                   |                  |                  |

Sul piano internazionale nel 1905 la "Bancaria Italiana" realizzò due importanti iniziative: la costituzione, assieme alla "Florio" della "Società Italiana per il Commercio Estero", con lo scopo di provvedere all'import in Italia del grano russo e la partecipazione ad un consorzio, diretto da gruppi finanziari franco -inglesi, per la fondazione della "Banca di Abissinia" (in questo caso la presenza italiana all'iniziativa comprese anche "Commerciale", "Credito" e "Banco di Roma"). L'anno successivo la "Bancaria" partecipò anche alla fondazione della "Banca Nazionale del Marocco".
L'ottimismo che scaturiva dalla continua crescita aziendale portò ad un ulteriore aumento di capitale che fu elevato (19 marzo 1906) da 30 a 50 milioni. In una relazione del 1906 la Banca informava che «soprattutto contribuì in misura rilevante alle buone risultanze del bilancio la sede di Genova presso la quale il movimento degli affari assunse proporzioni impreviste». Ma anche osservatori esterni condividevano una visione positiva, tanto che Domenico Gidoni, ispettore della Banca d'Italia in visita alla sede genovese dell'istituto, rassicurava Stringher scrivendo (giugno 1906) che «sulla "Bancaria" non vi è nulla da ridire di men che favorevole ed il largo ricorso che essa fa al credito deriva unicamente dall'impulso dato agli affari, mentre essa è diretta con abilità e sinora con fortuna». Nello stesso anno la Banca partecipò ad una seconda operazione di conversione della rendita al 5%.

## La crisi del 1907
Dopo un periodo di continua crescita e di positivi risultati per i suoi azionisti (vedasi Tabella 2)  la "S.B.I." fu colpita nella seconda metà del 1907 da una drammatica crisi, che rischiò di causarne il fallimento in quanto essa si trovò molto più di altre aziende di credito esposta alle conseguenze del crollo generale dei valori azionari, originatosi da una crisi economica statunitense, che seguiva un periodo di tumultuosa espansione.
| TAB. 2 - anno di bilancio S.B.M. >> S.B.I.                                                 | 1899* | 1900* | 1901* | 1902* | 1903* | 1904  | 1905 | 1906 |
| rendimenti                                                                                 | 8 %   | 8 %   | 7 %   | 8 %   | 6,5 % | 5,5 % | 7 %  | 8 %  |
| ------------------------------------------------------------------------------------------ | ----- | ----- | ----- | ----- | ----- | ----- | ---- | ---- |
| Fonte: L'economista italiano, n.1 del 4 gennaio 1908 (* = come Società Bancaria Milanese ) |       |       |       |       |       |       |      |      |

Inizialmente i segnali di difficoltà vennero sottovalutati, quando l'Istituto fece rilevare (maggio 1907) che il suo titolo era quello che a fronte delle aziende concorrenti aveva resistito meglio alle turbolenze della Borsa, tanto che proseguì nella concessione di finanziamenti, uno dei quali (luglio 1907) in Canton Ticino a favore di una società acquirente degli impianti del Monte Generoso. Ancora ad agosto 1907 le fonti vicino alla Banca attribuivano ad «invidia, maldicenze e voci malevole, destituite di ogni fondamento» le notizie sulle difficoltà della "Bancaria", che vantava invece una riserva intatta ed un andamento dei conti correnti nel quale i ritiri di depositi avvenivano in misura del tutto fisiologica.
Nonostante i ripetuti tentativi di rassicurazione, fu dopo l'estate che la situazione della "S.B.I." iniziò a precipitare, soprattutto a causa di due elementi tra loro indipendenti. A Torino si verificò in quel periodo una grave difficoltà della "FIAT" verso la quale la "Bancaria" era esposta per oltre 3 milioni. Ma dove la crisi della banca raggiunse il suo punto più drammatico fu soprattutto presso la tanto lodata sede di Genova, città in cui nel 1904 l'ingresso in forze dell'azienda di credito milanese era avvenuta grazie all'alleanza con influenti gruppi finanziari locali, quali i Raggio, azionisti della "Bancaria" sin dal suo nuovo corso del 1904, i Bruzzone ed i De Ferrari. Nel 1907 essi erano ormai diventati proprietari di circa il 50% delle azioni della società e conducevano in totale autonomia e con riguardo ai propri interessi - quasi una "banca nella banca" - l'attività della sede ligure. 

Il Palazzo della Borsa nella piazza De Ferrari a Genova, che fu il principale centro della grave crisi finanziaria che colpì la "Società Bancaria" nella seconda metà del 1907

La situazione in cui si stava venendo a trovare la S.B.I. fu dapprima vista con favore dagli altri grandi istituti di credito, che contavano di trarre vantaggio dalle difficoltà di una concorrente, e furono pertanto riluttanti a recepire gli inviti di Stringher per un intervento di sostegno. Ma quando la situazione si aggravò (tra la fine di agosto e settembre la "Bancaria" dovette far fronte ad una corsa al ritiro dei depositi per ben 4 milioni) si temette un contagio di panico che avrebbe coinvolto anche loro ed a questo si aggiunse un intervento politico di Giolitti presso gli amministratori dei più importanti istituti perché si provvedesse ad azioni di salvataggio.
| Banca                                       | sovvenzione 12 ott 1907 | sovvenzione 6 nov 2007 | totale sovvenzioni | delle quali utilizzate |
| ------------------------------------------- | ----------------------- | ---------------------- | ------------------ | ---------------------- |
| Banca d'Italia                              | 20.000                  | 20.000                 | 40.000             | 34.272                 |
| Banco di Napoli                             | 3.000                   | 3.000                  | 6.000              | 500                    |
| Banco di Sicilia                            | 2.000                   | 1.000                  | 3.000              | 500                    |
| Banca Commerciale                           | 8.935                   | 8.750                  | 17.685             | 11.504                 |
| Credito Italiano                            | 6.725                   | 6.225                  | 13.000             | 8.635                  |
| Banco Ambrosiano                            | 1.105                   | ===                    | 1.105              | 855                    |
| Zaccaria Pisa                               | 2.210                   | ===                    | 2.210              | 1.710                  |
| Ditta Prandoni                              | 1.105                   | ===                    | 1.105              | 850                    |
| Ditta Carlo Raggio                          | 1.710                   | ===                    | 1.710              | 1.710                  |
| Ditta Marsaglia                             | 1.000                   | ===                    | 1.000              | 1.000                  |
| Banco di Roma                               | 2.210                   | 1.025                  | 3.235              | 1.710                  |
| Totale                                      | 50.000                  | 40.000                 | 90.000             | 63.251                 |
| Fonte: Bonelli, cit. in bibliografia, p.210 |                         |                        |                    |                        |

L'11 ottobre 1907 fu pertanto costituito, sotto l'egida della Banca d'Italia, un Consorzio che raggruppava la "Commerciale", il "Credito Italiano" e, per quote minori, gli altri due istituti di emissione ed alcune aziende di credito; la direzione venne affidata alla "Zaccaria Pisa", istituto milanese anch'esso fondato, come la "Weill Schott", da banchieri di religione ebraica. Il consorzio mise a disposizione 50 milioni destinati alla "Bancaria" sull'orlo del crollo (v. Tabella 3).
Nonostante questo intervento alla fine del mese di ottobre il titolo della S.B.I. crollava in Borsa del 23 % mentre le difficoltà dell'istituto ebbero ripercussioni sull'estero, alla Borsa di Zurigo, ed anche il titolo della "Banca d'Italia", in quanto sostenitrice della "Bancaria" in difficoltà, venne trascinato nei ribassi. Alla fine di ottobre 1907 la S.B.I. soffriva svalutazioni delle proprie attività per quasi 27 milioni: di esse poco meno di 18 (i due terzi del totale) erano concentrate nella sola sede di Genova, a fronte di un 16% di Milano e di un 9% di Torino.

Bonaldo Stringher, direttore della "Banca d'Italia" dal 1900, a cui si deve l'intervento di salvataggio della "Bancaria" nel 1907

Si dovette quindi prendere atto che il consistente aiuto di ottobre non era riuscito a normalizzare la situazione, in quanto ancor prima della fine del mese quella prima sovvenzione era già esaurita. Venne esclusa l'ipotesi di mandare l'istituto in liquidazione (le banche chiamate in soccorso fecero sapere che non erano in grado di assumerne l'onere), e si rese quindi necessario un secondo intervento del Consorzio che il 7 novembre mise a disposizione altri 40 milioni. Poi il 25 novembre intervenne anche lo Stato che, tramite il Tesoro, anticipò di un mese il pagamento delle cedole della rendita immettendo altra liquidità per sostenere il sistema.
In totale, con gli interventi di ottobre e novembre 1907, fu necessario mobilitare 90 milioni, di cui oltre 60 effettivamente utilizzati, per evitare il dissesto della "S.B.I."(v. Tabella 3). Nel frattempo alcuni dirigenti erano già stati allontanati, mentre le banche che erano state chiamate in soccorso della "Bancaria" chiesero ed ottennero di ispezionarne i conti, realizzando di fatto un suo "commissariamento".
Molteplici le cause che gli storici hanno individuato per spiegare un crollo così repentino di una Banca il cui andamento (v. Tabella 4) aveva fornito sino ad allora brillanti performances: dall'eccessiva rapidità del suo sviluppo, che aveva impedito una meditata selezione degli "impieghi" ad una carente organizzazione, origine delle degenerazioni gestionali avvenute (anche a seguito delle pressioni di una parte degli azionisti) presso la sede genovese. A questo andavano aggiunti i problemi che la S.B.I. aveva ereditato dagli istituti che man mano assorbiva, spesso (come nel caso del "Banco di Sconto e Sete") disposti ad essere acquisiti proprio perché gravati da pesanti fardelli finanziari. Infine la necessità di rivolgersi a clientela con un merito di credito di "seconda scelta", essendo quella migliore già da anni entrata nel sistema della "Commerciale" o del "Credito Italiano". 
|                                          | anno | capitale | utile     | partecipazioni | circolante | portafoglio |
| ---------------------------------------- | ---- | -------- | --------- | -------------- | ---------- | ----------- |
| Società Bancaria Milanese                | 1899 | 6.000    | 481       | 193            | 1.440      | 2.478       |
| Società Bancaria Milanese                | 1900 | 9.000    | 686       | 130            | 774        | 5.230       |
| Società Bancaria Milanese                | 1901 | 9.000    | 611       | 70             | 751        | 4.260       |
| Società Bancaria Milanese                | 1902 | 9.000    | 681       | 52             | 931        | 5.083       |
| Società Bancaria Milanese                | 1903 | 12.000   | 743       | 226            | 1.367      | 7.911       |
| Società Bancaria Milanese                | 1904 | 20.000   | 1.003     | 238            | 2.385      | 11.654      |
| Società Bancaria Italiana                | 1905 | 50.000   | 2.055     | 4.983          | 3.832      | 25.158      |
| Società Bancaria Italiana                | 1906 | 50.000   | 4.006     | 4.777          | 5.164      | 37.430      |
| Società Bancaria Italiana                | 1907 | 50.000   | -(40.000) | 4.268          | 4.281      | 23.260      |
| Società Bancaria Italiana                | 1908 | 40.000   | 2.309     | 2.594          | 7.293      | 38.505      |
| Società Bancaria Italiana                | 1909 | 40.000   | 2.259     | 1.942          | 8.698      | 56.563      |
| Società Bancaria Italiana                | 1910 | 40.000   | 2.334     | 2.368          | 8.304      | 55.239      |
| Società Bancaria Italiana                | 1911 | 40.000   | 2.816     | 2.148          | 10.779     | 57.307      |
| Società Bancaria Italiana                | 1912 | 50.000   | 3.747     | 3.220          | 13.058     | 76.934      |
| Società Bancaria Italiana                | 1913 | 50.000   | 3.412     | 2.125          | 14.448     | 72.523      |
| Società Bancaria Italiana                | 1914 | 50.000   | 409       | 3.847          | 17.272     | 62.334      |
| Fonte: Bava, cit. in bibliografia, p.143 |      |          |           |                |            |             |

In ogni caso l'intervento effettuato sotto l'egida pubblica per scongiurare il fallimento della "Bancaria Italiana" fu, per le sue dimensioni, il primo dopo l'l'Unità in cui apparve chiara l'importanza dell'intervento statale in economia e costituì un modello che avrà altre importanti applicazioni nei decenni a venire.

## Risanamento e ripresa
Il 22 febbraio 1908 si tenne a Milano una concitata assemblea degli azionisti della "Bancaria", nella quale emerse in tutta la sua gravità la situazione in cui l'istituto si era venuto a trovare, registrando una perdita dell'esercizio 1907 di ben 40 milioni, che aveva "bruciato" l'80% del capitale sociale, facendo crollare il valore nominale dell'azione da 500 a 100 lire.
Il capitale venne successivamente reintegrato sino a 40 milioni, ma non mancarono, anche da parte di commentatori spesso benevoli, proteste per la vaghezza e la mancata individuazione di responsabilità di cui gli amministratori in quell'occasione diedero prova, anche se un'inchiesta per aggiotaggio avviata dalla Magistratura milanese, con perquisizioni alle sedi della "Bancaria" di Milano, Torino e Genova, si concluse l'anno successivo con una archiviazione. Si trascinarono invece a lungo numerose cause civili legate alla gestione della filiale genovese della banca, e si diede avvio ad un disimpegno dei capitali investiti nel sistema industriale della città che aveva contribuito così negativamente alla crisi dell'istituto, che vennero sempre più ridotti, passando dagli oltre 14 milioni del 1908 a meno di 10 del 1911.
Poco tempo dopo tutto il "management" della S.B.I. fu sostituito: a marzo a dirigere la "Bancaria" fu infatti chiamato Roberto Calegari, direttore della filiale di Torino della Banca d'Italia, nomina da tutti interpretata come la volontà di Stringher di aumentare il controllo sulle banche (ed in particolare su quella che aveva causato così tanti problemi al sistema finanziario italiano), già manifestatasi con una modifica normativa del 31 dicembre 1907 che aveva accentuato i poteri di intervento del principale istituto di emissione.
Inaugurata così una condotta più prudente, la "Bancaria" fu in grado di restituire gli aiuti finanziari ricevuti nel 1907, per cui alla fine del 1908 fu sciolto il Consorzio che aveva effettuato il salvataggio, anche se la "S.B.I." restò per diverso tempo indebolita e con una "reputazione" incrinata. Ebbe quindi la necessità di rafforzarsi, per cui già a metà del 1908 si tentò, ma senza successo, una fusione della S.B.I. con il "Banco della Liguria" e la "Banca Bergamasca di Depositi e Crediti", operazione che avrebbe portato ad un'azienda di credito, dotata di quasi 200 milioni di capitale, in grado di competere con i maggiori istituti operanti in Italia, e per questo ben vista anche da Stringher. La difficoltà di reperire capitali nel paese e di doverli quindi cercare al'estero venne anche vista come la possibilità di controbilanciare il peso dei maggiori Istituti di credito italiani, e delle loro vere o presunte influenze tedesche, favorendo l'ingresso in Italia di capitali provenienti dalla Francia.

La "Milano Films" fu una delle aziende che vennero sostenute finanziariamente dalla "Bancaria Italiana". Nella foto gli studi cinematografici alla Bovisa nel 1911

## Intervento del capitale francese
Ci vollero circa 3 anni affinché la "Bancaria Italiana" potesse rioccupare un ruolo di rilievo nel panorama creditizio italiano, benché nel periodo 1908 - 1910 essa non sia stata del tutto assente dalle iniziative di finanziamento di imprese anche innovative qual era, a quel tempo, il cinematografo. Risale infatti al 1909 l'operazione, finanziata dalla "S.B.I.", che diede vita alla '"Milano Films", creata da influenti personaggi dell'alta borghesia lombarda (tra i quali Pier Gaetano Venino, esponente della famiglia che allora deteneva il controllo delle "Ferrovie Nord") dopo averne estromesso il precursore fotografo Luca Comerio. Ma in quel triennio la "S.B.I. non ebbe più quello sviluppo che aveva conosciuto in precedenza ed infatti il numero delle sue filiali italiane restò stabile a 12. Inoltre la "Bancaria" trascinava ancora ingenti immobilizzazioni investite in aziende di scarsa redditività e difficilmente liquidabili, come la "Isotta Fraschini".
Nel 1911 la situazione mutò decisamente, quando si intensificarono i contatti con gli ambienti finanziari francesi, resi possibili dall'interessamento dell'ambasciatore italiano a Parigi, Tittoni e di quello francese a Roma, Camille Barrère, che segnalò a più riprese come fosse un momento favorevole per investire in Italia, accusando di "timidezza" i capitalisti suoi connazionali. In precedenza tali interventi si erano limitati all'acquisto da parte della "Société Générale" di alcuni limitati pacchetti di azioni della "Bancaria Italiana" avvenuti nel 1905 - 1906. 

Lo stabilimento della "Isotta Fraschini", ca 1912. La "Bancaria" finanziò la nascita dell'azienda automobilistica, che però per diversi anni restò, a causa di bilanci sempre difficili, un onere per la banca

Le trattative si svolsero dapprima con il "Crédit Mobilier Français"  e ne fu annunciato un esito positivo in un'assemblea straordinaria del 29 luglio, quando gli azionisti della "Bancaria" vennero informati che «a fronte di diverse ipotesi, prova certa della simpatia e della fiducia di cui gode il nostro istituto, abbiamo dato la preferenza a quella del "Crédit Mobilier", riservandogli la sottoscrizione di 100.000 nuove azioni». Ma successivamente l'accordo si arenò quando emerse che diversi dirigenti dell'azienda italiana erano ancora coinvolti in inchieste giudiziarie per i fatti del 1907 ed anche perché le richieste della banca francese del numero di propri rappresentanti da inserire nel Consiglio di Amministrazione della "S.B.I." furono considerate eccessive.
Lo stallo durò pochissimo: all'annuncio del ritiro da parte del "C.M." (dicembre 1911) fece seguito quasi subito (gennaio 1912) la notizia di un nuovo accordo con la banca "Louis Dreyfus" in base al quale venivano riservati ai francesi 7 dei 17 membri del Consiglio di Amministrazione, tra i quali fu nominato anche lo stesso Louis Dreyfus; l'investimento azionario effettuato dalla banca francese rese possibile il ritorno del capitale sociale a 50 milioni (com'era prima della crisi del 1907) e generò anche un profondo rinnovo dello stesso C.d.A della "Bancaria", in cui entrarono numerosi esponenti della finanza, dell'industria e della politica. Nel frattempo le prospettive italiane del "Crédit Mobilier" si erano rivolte verso la "Banca di Busto Arsizio", con un apporto che rese possibile la sua trasformazione in "Società Italiana di Credito Provinciale", in un cerchio destinato a chiudersi di lì a 3 anni con la costituzione della "Banca Italiana di Sconto".

## Seconda espansione
Dapprima il risanamento ed in seguito l'intervento del capitale francese crearono le condizioni per una nuova crescita della "Bancaria". All'inizio del 1911 assorbì il "Banco Commerciale Monzese", che diventò la sua filiale nella città brianzola, e riuscì a liquidare la propria presenza. ormai diventata un onere, nella società della ferrovia "Adriatico - Appennino". Nell'agosto dello stesso anno (quello della campagna di Libia, che rese necessario un rafforzamento dell'apparato produttivo italiano) partecipò ad un consorzio di banche (tra cui "Commerciale", "Credito italiano" e "Banco di Roma") che erogò complessivamente 96 milioni ad "Ilva"  per consentire la riorganizzazione in un "trust" della siderurgia italiana. L'utile dell'esercizio 1912 fece un balzo in avanti del 33% rispetto all'anno precedente (v. Tabella 4).
Ripartì l'espansione territoriale con l'istituzione di nuove sedi (a Bologna, Ravenna, Forlì e Lugo) che saranno 24 alla fine del 1912 ed aumenteranno a 33 nel 1913. Riprese anche il fenomeno della concentrazione bancaria che aveva caratterizzato i primi anni della "S.B.I." con l'assorbimento del "Piccolo credito lecchese", del "Banco di Credito Veneto" (presente a Verona, Vicenza e Bassano) e del "Banco Pagliari" di Cremona. Nello stesso 1912 vennero aperte anche due nuove filiali, a Roma (dove l'anno precedente era stata rilevata la "Banca Laziale") ed a Napoli. La maggiore diffusione territoriale comportò un aumento dei depositi di 14 milioni.
In un clima di crescenti polemiche portate avanti dagli esponenti nazionalisti nei confronti della "Commerciale" (detta la '"Banca tedesca" in quanto accusata di favorire gli interessi economici della Germania), iniziarono a circolare voci che annunciavano la creazione di un "colosso bancario" di impronta nazionale tramite una fusione tra "S.B.I.", "Credito Provinciale" e "Banco di Roma", che alcuni commentatori tuttavia giudicarono negativa rispetto alle necessità dell'economia italiana. Questa prima ipotesi non si realizzerà, anche se per una parte sarà rimandata solo di poco, ma questo non fermò la crescita della "Bancaria" che nel 1913 ottenne la quotazione anche alla borsa di Parigi.

## Verso la "Banca Italiana di Sconto"
Nel 1914 le condizioni erano ormai mature per la costituzione in Italia di un forte istituto bancario e lo scoppio in Europa della guerra accelerò il processo, in quanto fece sorgere nell'apparato produttivo - ed in particolare nel gruppo Ansaldo - l'attesa di importanti commesse belliche e la correlata esigenza di finanziamenti per supportare i relativi investimenti. 
|                                                               | Commerciale Italiana | Credito Italiano | Banco di Roma     | Banca Italiana di Sconto |
| ------------------------------------------------------------- | -------------------- | ---------------- | ----------------- | ------------------------ |
| Capitale sociale                                              | 156.000              | 75.000           | 150.000           | 70.000                   |
| Riserve                                                       | 59.740               | 11.500           | 3.997             |                          |
| Cassa                                                         | 96.362               | 104.485          | 11.854            | 56.974                   |
| Partecipazioni                                                | 34.507               | 15.892           | 2.435             | 5.130                    |
| Utile netto                                                   | 9.707                | 5.950            | -76.693 (perdita) | 5.105                    |
| Rendimento                                                    | 6,2 %                | 7,9 %            | ====              | 7,3 %                    |
| Fonte: Bachi, L'Italia economica - anno 1915, ediz 1916, p.71 |                      |                  |                   |                          |

Le questioni bancarie si mischiarono a quelle politiche che vedevano la lotta tra neutralisti (di cui Giolitti assunse un ruolo - guida, venendo per questo sprezzantemente definito "uomo di Berlino") ed interventisti. La possibilità di dare vita ad un nuovo potente istituto non condizionato dalla presenza germanica, attraverso l'unione di "Bancaria" e "Credito Provinciale", accomunati dalle presenze azionarie d'oltralpe acquisite nel 1911-12, diventò parte della strategia francese tesa a conquistare la partecipazione militare italiana a fianco dell'Intesa.
Nella costruzione del nuovo soggetto economico - finanziario assumerà un ruolo decisivo l'intervento di Nitti, autore nel 1914 del saggio Il capitale straniero in Italia, che fu molto attivo nel seguirne l'iter di formazione e nel sollecitare sin dal maggio 1914, sebbene con scarsi risultati, l'intervento di capitali USA nella costituzione della nuova banca, da lui ritenuti meno compromettenti sul piano degli equilibri politici europei. 

Francesco Saverio Nitti fu nel 1914-15 uno dei protagonisti della nascita della "banca Italiana di Sconto"

Si dovette ancora all'intervento dello statista lucano una modifica legislativa dell'articolo 158 del "codice di commercio" (formalmente proposta dal Guardasigilli Orlando nel dicembre 1914) con la quale si introduceva il divieto per i soci che dissentivano dalle fusioni di recedere dalla società, scongiurando in tal modo probabili manovre di blocco dell'operazione. Ma il consenso rispetto a tale ipotesi fu tuttavia molto più vasto e coinvolse l'intero Governo Salandra ed il direttore della Banca d'Italia Bonaldo Stringher, oltre a numerosi ambienti industriali, arrivando sino allo scienziato Guglielmo Marconi, prestigioso nome italiano di fama mondiale, che accettò di essere Presidente della nuova banca.
La procedura fu tecnicamente complessa, anche per ragioni fiscali: il 30 dicembre 1914 fu fondata la "Banca Italiana di Sconto" con un capitale di soli 15 milioni, di cui una parte rilevante venne sottoscritta dai Perrone, proprietari dell'Ansaldo. Per quanto riguarda la "Bancaria" fu necessario dapprima scorporare dal bilancio attività «rappresentate da crediti o da partecipazioni, derivate da precedenti esercizi, che hanno finito per costituire in parte delle immobilizzazioni e che contengono un elemento di alea, con molti inconvenienti». Tali cespiti furono trasferiti in un ente appositamente costituito nel maggio 1915, denominato "Società Finanziaria di Liquidazione", con un capitale di 5 milioni attribuito agli azionisti della "Bancaria" e con un controvalore di 40 lire per ogni azione posseduta, che portava a 102,50 lire il valore dei nuovi titoli attribuiti ai possessori di azioni da lire 100 della "Bancaria".
Con questa operazione di "stralcio" la "S.B.I." presentava «una situazione ottima, sia come potenzialità patrimoniale che come impianto territoriale, diventando per la "Banca di Sconto" un ottimo affare» ed infatti vi furono al suo interno alcune resistenze, anche da parte francese, che vedevano la "Bancaria" penalizzata nell'accordo, il che comportò uno slittamento delle assemblee già convocate e l'assenza di alcuni importanti membri del C.d.A. della "Bancaria" in quello della "Sconto". La fusione fu comunque approvata all'unanimità e con ciò fu anche ratificato il concambio di 1 azione della "Sconto" ogni 8 azioni possedute dell'istituto milanese; con l'Italia in guerra da pochi giorni non mancarono richiami patriottici all'esigenza di creare «un organismo grande, meglio in grado di rispondere alle finalità di un istituto di credito ed ai bisogni dell'economia nazionale specialmente in quest'epoca difficile».
Infine, dopo che anche la "Credito Provinciale" ebbe realizzato un'analoga procedura di "stralcio", il 2 giugno 1915, con l'Italia ormai entrata nel conflitto, la "Società Bancaria italiana" venne fusa per incorporazione nel nuovo istituto, cessando in tal modo di esistere. Nello stesso giorno analogamente si fece per la "Società Italiana di Credito Provinciale". La nuova "Banca Italiana di Sconto" così risultante si presentava già nel suo primo anno con un capitale sociale di 70 milioni, una capillare presenza in 68 città ed un rendimento superiore al 7 per cento, diventando sin da subito per molti parametri il terzo istituto di credito italiano (v. Tabella 5). La sorte dell'azienda bancaria fondata nel lontano 1850 dalla famiglia Weill Shott si legava quindi a quella del nuovo istituto, seguendone le complesse vicende sino al collasso del 1921.